# Georgia Jay
Georgia Jay (* als Georgina Philipps) ist eine britisch-US-amerikanische Schauspielerin.

## Leben
Jay debütierte 2015 unter dem Namen Georgina Philipps in eine der Hauptrollen als Susan in dem Kinofilm NYC Rooftop Story. Im selben Jahr wirkte sie im Tierhorrorfernsehfilm Lake Placid vs. Anaconda in der Rolle der Jennifer mit. 2018 übernahm sie die Hauptrolle der Georgina Vitis im Film The Devil Sits on Both Shoulders, der am 3. Januar 2018 auf dem NewFilmmakers NY uraufgeführt wurde. Im Folgejahr spielte sie in zwei Episoden der Fernsehserie Pflicht und Schande die Rolle der Diane Vickers. 2021 war sie in insgesamt sieben Episoden der Fernsehserie Glow & Darkness in der Rolle der Clare Favarone zu sehen. 2022 folgte eine Besetzung im Kurzfilm Charity. Seit 2024 stellt sie in der Fernsehserie Emmerdale die Rolle der Steph Miligan dar.

## Filmografie (Auswahl)
- 2015: NYC Rooftop Story
- 2015: Lake Placid vs. Anaconda (Fernsehfilm)
- 2018: The Devil Sits on Both Shoulders
- 2019: Pflicht und Schande (Giri/Haji, Fernsehserie, 2 Episoden)
- 2021: Glow & Darkness (Fernsehserie, 7 Episoden)
- 2022: Charity (Kurzfilm)
- seit 2024: Emmerdale (Fernsehserie)